# フロッグ (映画)
『フロッグ』（I See You）は2019年のアメリカ合衆国のクライム・ホラー映画。監督はアダム・ランドール、出演はヘレン・ハント、ジョン・テニー、ジュダ・ルイスなど。アメリカのとある町で連続して発生した少年の失踪事件や事件を捜査する刑事の自宅で続出する奇妙な出来事などを、先の読めない重層的なストーリーと途中でムードが転調するひねった構成で描いたスリラー映画。

## ストーリー
グレッグ・ハーパー刑事は10歳の男児が誘拐された事件の捜査を指揮することになった。現場で見つかった証拠から、今回の誘拐事件は過去に発生した一連の誘拐事件と密接な繋がりを有している可能性が浮上したが、それらの事件の犯人は何年も前に逮捕されていた。捜査が混迷を極める中、グレッグは妻（ジャッキー）の不倫問題にも頭を悩まされていた。一人息子のコナーはグレッグ以上に怒っており、それが問題を一層ややこしくしていた。
それからほどなくして、グレッグの自宅で不可解な現象が発生するようになった。しかも、それが原因でジャッキーの不倫相手、トッドが謎の死を遂げてしまった。ジャッキーは「トッドを殺害したのはコナーに違いない」と思い込んだが、事件の真相はもっと恐ろしいものであった。

## キャスト
※括弧内は日本語吹替声優。
- ジャッキー・ハーパー: ヘレン・ハント（宮島依里）
- グレッグ・ハーパー: ジョン・テニー（志村知幸）
- コナー・ハーパー: ジュダ・ルイス（平井貴大）
- アレック: オーウェン・ティーグ（板野正輝）
- ミンディ: リーベ・バラール
- スピッツ: グレゴリー・アラン・ウィリアムズ（英語版）
- モリヤ・デイヴィス: エリカ・アレクサンダー（英語版）
- グレース・ケイレブ: アリソン・キング
- トッド: サム・トラメル（英語版）
- トミー・ブラウン: ジェレミー・グレイデン
- ミセス・ブラウン: テリー・クラーク
- ミセス・ホイッター: ニコール・フォレスター（英語版）

## 製作
2017年6月7日、ヘレン・ハントが本作に出演することになったと報じられた。2018年5月10日、ジョン・テニーの起用が発表された。同月、本作の主要撮影がオハイオ州クリーブランドで始まった。2020年10月30日、本作のサウンドトラックが発売された。

## 公開・マーケティング
2018年5月14日、本作の劇中写真が初めて公開された。2019年3月11日、本作はサウス・バイ・サウスウェストでプレミア上映された。5月14日、サバン・フィルムズが本作の全米配給権を獲得したと報じられた。10月22日、本作のオフィシャル・トレイラーが公開された。

## 評価
本作は批評家から好意的に評価されている。映画批評集積サイトのRotten Tomatoesには40件のレビューがあり、批評家支持率は78%、平均点は10点満点で6.4点となっている。サイト側による批評家の見解の要約は「『フロッグ』のストーリーはゆっくりと展開され、その過程で複数の捻りが加えられているが、それらの全てを上手に捌けているとは言えない。恐怖とサスペンスを見事に融和させており、出演者の実力も申し分ない。そのお陰で鑑賞する価値のある作品に仕上がった。」となっている。また、Metacriticには8件のレビューがあり、加重平均値は65/100となっている。